# Chevalerie d'arc
La chevalerie d'arc (ou chevalerie de l'arc) est une pratique initiatique liée aux jeux d'armes à jet. Elle se pratique toujours au sein des Compagnies d'arc, de l'arbalète ou de l'arquebuse en France, en Belgique, aux Pays-Bas.

## Historique
Apparue en France au XVIIe siècle, au sein des Nobles Jeux d'arc, de l'arbalète ou de l'arquebuse, associations para-militaires et sportives privilégiées héritières des milices bourgeoises, elle recrute ses membres par cooptation et pratique des rituels initiatiques.
Elle prodigue un enseignement ésotérique à l'aide de symboles de l'archerie, de pratiques martiales et de rituels issus de plusieurs autres cercles (marine, franc-maçonnerie, etc.). Elle encourage ses membres, appelés Chevaliers, à œuvrer pour la défense de la Cité par la devise : Honneur et Courtoisie.
Elle s'est structurée au fil des siècles autour d'un grand nombre de rites et de traditions de la franc-maçonnerie.
Elle est aujourd'hui méconnue car les Chevaliers appliquent à la lettre le serment qu'ils prononcent à leur  réception et qui veut qu'ils doivent protéger à tout prix leurs rites et pratiques.
En France, la chevalerie d'arc est étroitement liée à la pratique du tir Beursault et à la transmission des règles traditionnelles de cette discipline.